# 安乡郡 (北周)
安乡郡，中国南北朝时设置的郡。
西魏置安乡郡，属于临州。治所在安乡县（今重庆市万州区东长江南岸）。辖境相当今重庆市万州区及梁平区等地。北周改为万川郡，移治鱼泉县（今万州区）。